# Ulex parviflorus
Ulex parviflorus, llamado popularmente tojo y también conocida como árgoma, aliaga y aulaga morisca,  es un arbusto espinoso de la familia de las fabáceas. Forma parte de matorrales y terrenos degradados de la zona occidental del mediterráneo: Francia, España y el norte de África.

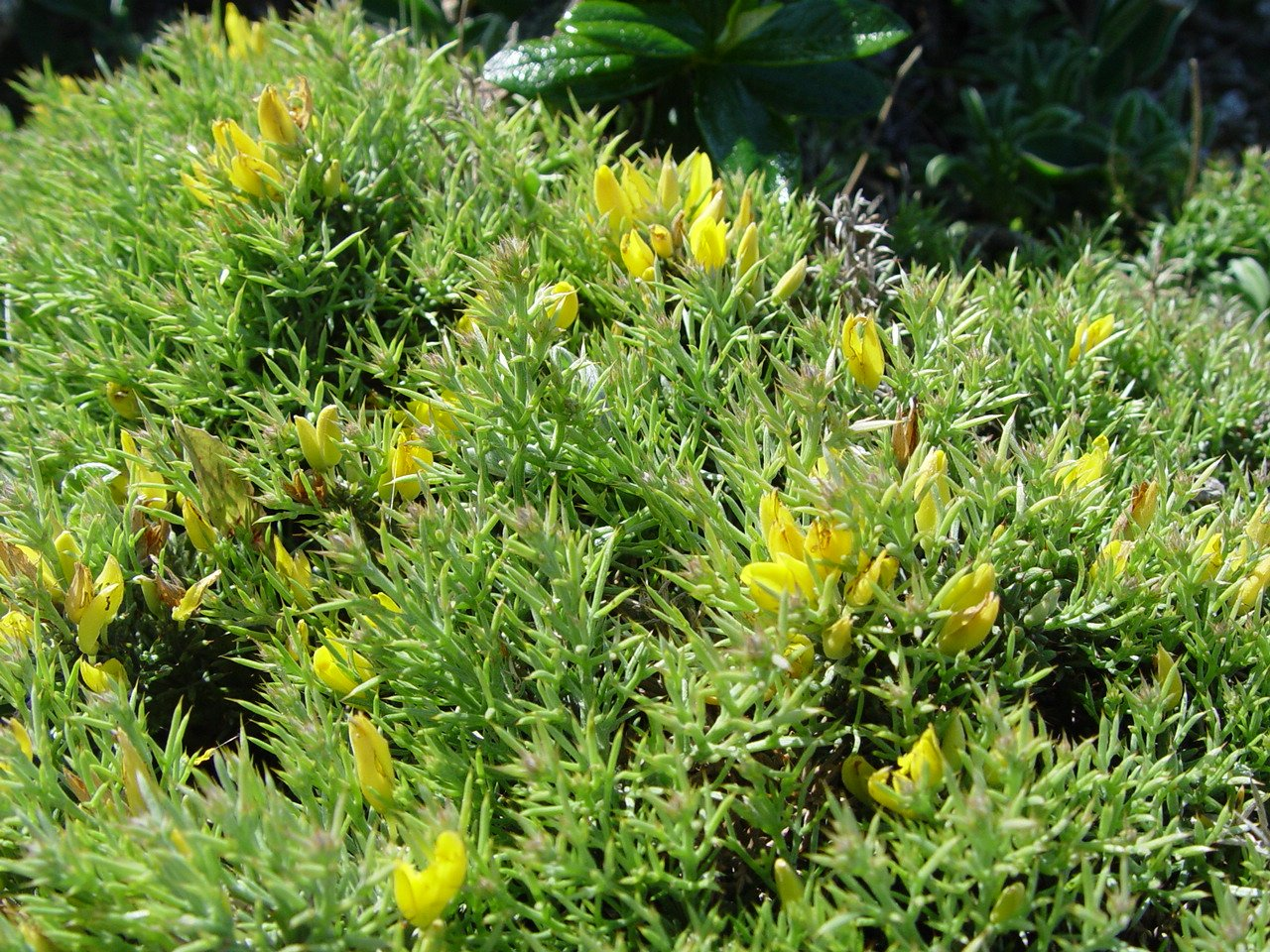
En su hábitat

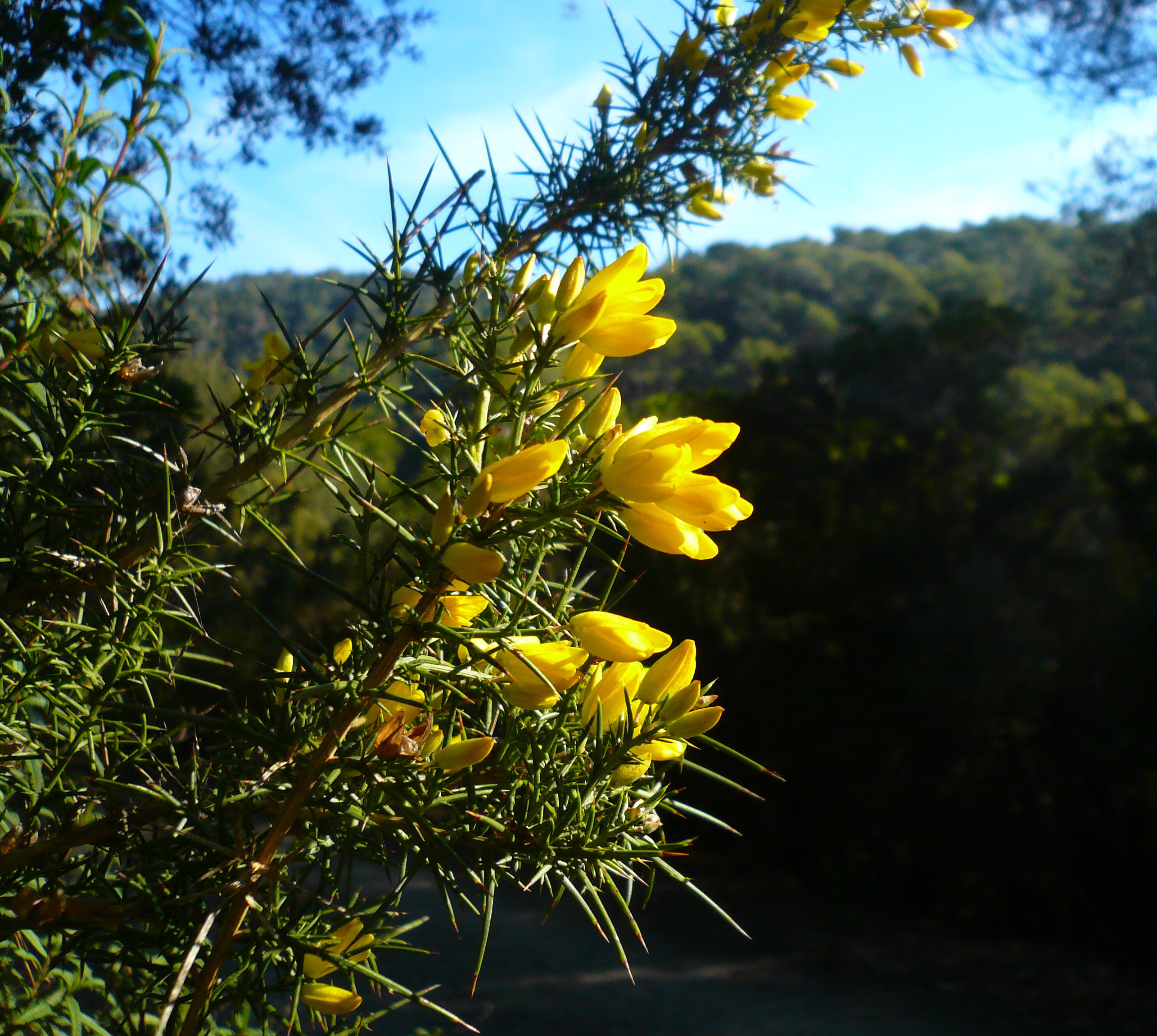
Detalle

## Descripción
Es un arbusto de hasta dos metros de altura, con hojas reemplazadas completamente por espinas. Sus flores aparecen en invierno, son de color amarillo brillante y su fruto es una pequeña legumbre cubierta de vellosidades.

## Hábitat
Habita de preferencia en suelos calcáreos y en esos sitios se usa para recuperar suelos degradados, gracias a sus bacterias simbiontes que le dan la capacidad de fijar nitrógeno de la atmósfera. Por su rusticidad, también se puede usar para luchar con la erosión en sitios de pendiente alta y mucha exposición al sol.

## Taxonomía
Ulex parviflorus fue descrita por  Pierre André Pourret y publicado en Mémoires de l'Académie des Sciences, Inscriptions et Belles-Lettres de Toulouse 3: 334. 1788.
Citología
Número de cromosomas de Ulex parviflorus (Fam. Leguminosae) y táxones infraespecíficos: n=16
Etimología
Ulex: nombre genérico que es el antiguo nombre de esta planta o alguna similar.
parviflorus: epíteto latino que significa "con pequeñas flores.
Variedades
1. Ulex parviflorus subsp. africanus (Webb) Greuter +
2. Ulex parviflorus subsp. eriocladus (C.Vicioso) D.A.Webb +
3. Ulex parviflorus subsp. funkii (Webb) Guinea +
4. Ulex parviflorus subsp. jussiaei (Webb) D.A.Webb +
5. Ulex parviflorus subsp. parviflorus Pourr.

Sinonimia
- Ulex almijarensis Rivas Goday & G. López
- Ulex argenteus var. almijarensis (Rivas Goday & G. López) Ladero & Rivas Goday
- Ulex brachyacanthus Boiss.
- Ulex ianthocladus var. calycotomoides Webb
- Ulex provincialis Loisel.
- Ulex recurvatus Willk. in Willk. & Lange
- Ulex scaber var. willkommii (Webb) Samp.
- Ulex willkommii var. funkii Webb
- Ulex willkommii Webb[5][6]

## Nombre común
Abulaga, abulaga de diente de perro, aliaga, aliaga albar, aliaga parda, aliaga rodena, arbulaga, argelaga marina, argelaga roja, argilaga, argilaga blanca, argilaga roja, aulaga, aulaga blanca, aulaga morisca, aulaga moruna, engilaga, hierba del suspiro, olaga, tojo, tojo de Huelva, toliaga, ulaga.